# Huryci

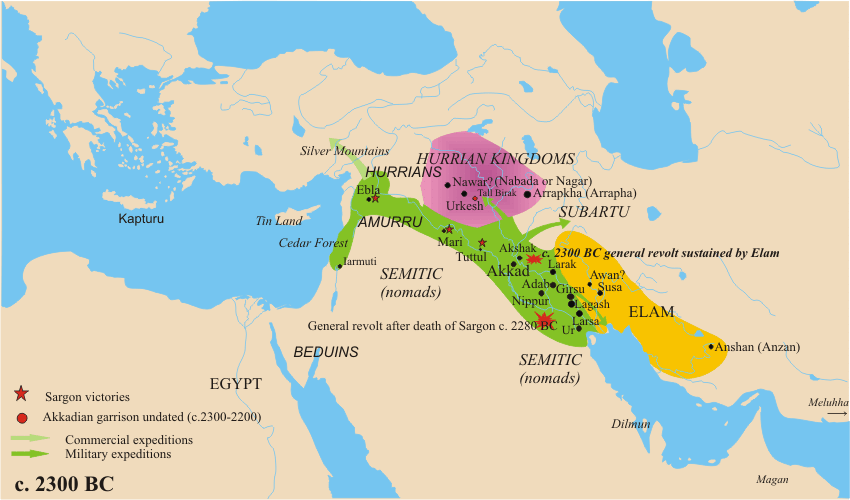
Przybliżony obszar osadnictwa huryckiego w średniej epoce brązu (kolor różowy).

Huryci – lud wywodzący się z Wyżyny Armeńskiej, później zasiedlający Mezopotamię. Założyli Mitanni, państwo zniszczone w XIV w. p.n.e. przez Hetytów, jak również byli dominującym elementem etnicznym w powstałych w XIII w. p.n.e. we wschodniej Anatolii państewkach urartyjskich. Utrzymywali dobre stosunki z faraonami Amenhotepem III i Amenhotepem IV Echnatonem. Ulegli potędze hetyckiego władcy Suppiluliumy I (ok. 1380-1346 p.n.e.), ostateczną klęskę ponieśli w XII w. p.n.e., kiedy podobnie jak ich niedawni pogromcy Hetyci zostali pokonani przez tzw. Ludy Morza.

## Historia

### Najdawniejsze dzieje
Wiedza na temat Hurytów jest dość uboga. Stanowili jedną z najstarszych grup etnicznych w Mezopotamii, do której przybyli z Wyżyny Armeńskiej, o czym świadczy pokrewieństwo językowe z Urartyjczykami. Huryci z pewnością żyli w Mezopotamii już w czasach III dynastii z Ur, gdyż wspominają o nich źródła z tego okresu. W tych najdawniejszych czasach musiało dojść do jakichś kontaktów Hurytów z grupami Indoariów, o czym świadczy choćby obecność w panteonie huryckim trzech bóstw aryjskich: Mitry, Uruwany i Indry. Współcześnie odrzuca się – uznawaną dawniej teorię – o podbiciu Hurytów przez Ariów.

### Mitanni

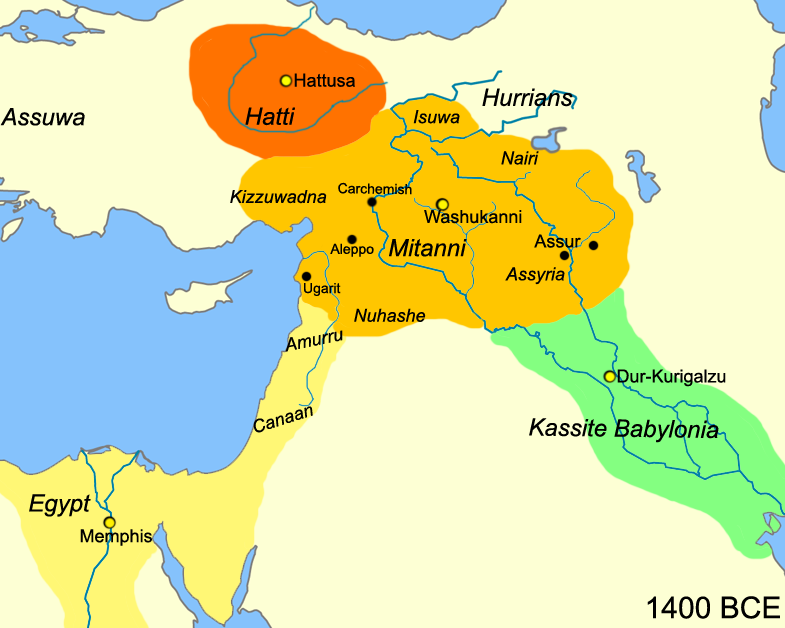
Zasięg Mitanii ok. 1400 p.n.e.

Wiadomo, że od końca XVII wieku p.n.e. małe królestwa huryckie znajdujące się w górnej Mezopotamii i północnej Syrii zaczęły się łączyć w silną monarchię. Początkowo w tekstach źródłowych nazywano ją Maitani, później Mitanni. Hetyci i Asyryjczycy używali nazwy Hanigalbat. Egipcjanie stosowali nazwę Naharina oznaczającą Porzecze. Podczas zwycięskiej wyprawy króla Hetytów Mursilisa I na południe, zostały przezeń opanowane także ziemie Hurytów. 
Upadek państw ościennych – Jamhadu i Babilonii – oraz wewnętrzne kłopoty Hetytów po zamordowaniu Mursilisa I, pozwoliły na szybki rozwój huryckich miast-państw. Miały one zapewniony łatwy dostęp do surowców mineralnych, przejęły też kontrolę nad głównymi szlakami handlowymi Bliskiego Wschodu. Te dwa czynniki ułatwiły szybki rozwój państwa. W połowie II tysiąclecia p.n.e. Mitanni ze stolicą w Waszuganni (do dziś nieodnalezioną), było jedną z największych potęg Bliskiego Wschodu. Ten pierwszy etap w dziejach Mitanni zakończył się podczas rządów króla Szausztatara. Drugi etap był erą rozkwitu za panowania jego następców. Kiedy Mitanni było u szczytu swojej potęgi, w wasalnej zależności od niego pozostawały miasta Halab, Alalach, Aszur i Nuzi. Mitannijczycy dominowali nad ludami ościennymi przewagą militarną, w postaci oddziałów szybkich rydwanów o kołach szprychowych.
XV wiek p.n.e. przyniósł konflikt z Egiptem, w którego konsekwencji doszło do bitwy przegranej przez Mitannijczyków. W XIV wieku p.n.e. stosunki obydwu państw unormowały się. Były to czasy pokoju, a władcy wielkich mocarstw tego okresu prowadzili ze sobą korespondencję, wysyłali sobie nawzajem prezenty i zawierali dynastyczne małżeństwa. Jednym z nich było małżeństwo faraona egipskiego Amenhotepa III z mitannijską księżniczką Taduhepą, utożsamianą czasem z Nefertiti.

#### Upadek Mitanni
Pod koniec XIV wieku p.n.e. imperium mitannijskie zaczęło chylić się ku upadkowi. Usamodzielniła się wówczas Asyria, a jej władca Aszur-uballit I przeprowadził kilka kampanii przeciwko Mitannijczykom, które znacznie osłabiły siłę państwa i oderwały od niego część posiadłości wschodnich. Ostateczny cios zadał państwu hetycki król Suppiluliumas I, który zdobył Waszuganni i podporządkował sobie całe państwo. Pomocy Mitanni nie udzielił faraon egipski Echnaton, który był jego sojusznikiem. Później miało to przynieść dla Egiptu konsekwencje w postaci walk z Hetytami o Syrię.

## Język
Huryci posługiwali się językiem, którego nie zalicza się ani do indoeuropejskich, ani do semickich, być może był to język północno-wschodniokaukaski. Najbliższy huryckiemu był język urartyjski. Język hurycki wyszedł z użycia z chwilą wchłonięcia Hurytów przez inne ludy, co nastąpiło w wieku XII p.n.e.

## Ubiór i ozdoby
Przypuszczalnie kobiety nosiły długie suknie w kolorze białym lub w różnych odcieniach niebieskiego i czerwonego. Strój drapowano z jednego prostokątnego kawałka materiału, spinanego na wysokości ramienia. Czasami zawiązywano go w pasie krajką lub spinano pasek klamerką. Materiałem zakrywano ramiona i sporadycznie głowę. Arystokracja nie stroniła od biżuterii wykonanej ze złota i drogich kamieni. Bransolety noszono na rękach i nogach, do tego naszyjniki i pierścienie. Ubogie kobiety nosiły bransolety z metali nieszlachetnych.
Mężczyźni nosili podobne stroje, różniące się jednak długością. Zwykle sięgały w okolice kolan. W pasie przewiązywano się szerokim pasem, do którego mocowano broń. Czasem mężczyźni opasywali się chustą z ciemnymi frędzlami.

## Muzyka

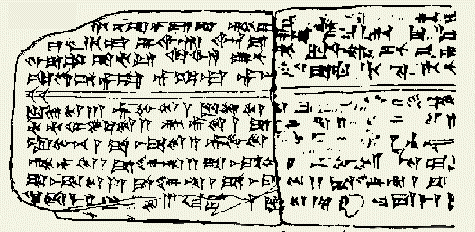
Tablica z zapisem części Hymnu do Nikkal

Z państwa Hurytów pochodzi prawdopodobnie najstarszy wiernie odtworzony współcześnie utwór muzyczny - Hymn do Nikkal. Zapis odnaleziono w połowie XX wieku w Ugarit na wybrzeżu Morza Śródziemnego, zaś muzykę odtworzono po piętnastu latach prac na Uniwersytecie Kalifornijskim (Berkeley).

## Religia
Huryci czcili żywioły oraz personifikowali pojęcia przyrodnicze. Natura bogów była bliska ludzkiej, różniła ich od ludzi nieśmiertelność i moc panowania nad określoną częścią przyrody. Aby uzyskać przychylność bóstw składano im ofiary według ściśle określonego rytuału. Obrzędowi zawsze towarzyszyły libacje. 
Najprawdopodobniej, przynajmniej raz w roku obchodzono wyjątkowo ważne, kilkudniowe święto poświęcone zależnie od rejonu: Teszubowi, Hebat albo Szawuszce. Raz w miesiącu odbywało się mniejsze święto ku czci lokalnego bóstwa. Głównym elementem uroczystości religijnych były libacje, czyli uczty przygotowane dla bóstw, podczas których recytowano zaklęcia, prośby i modlitwy. 
Wierzono, że bogowie sygnalizują nadchodzące wydarzenia poprzez znaki wróżebne, czyli omina. Z tego powodu wróżbici i wieszczkowie cieszyli się ogromną popularnością. Wyspecjalizowani byli przede wszystkim we wróżeniu z zachowań ptaków (ornitomancja). Zajmowali się tym wróżbici nazywani augurami. Analizowano zachowanie ptaków, ich lot, miejsca w których się zatrzymywały, sposób chwytania pożywienia i wydawane przez nie dźwięki.

### Pochówek zmarłych
Cmentarzyska z okresu mitannijskiego znajdowały się zwykle poza granicami osad. Dzieci chowano w naczyniach ceramicznych zakopywanych pod podłogą domów. W Tell al-Rimah odkryto nawet pucharek zawierający szczątki płodu. Pochówkom towarzyszyły najczęściej skromne dary, takie jak: naczynia, paciorki, jedzenie i napoje.

### Panteon hurycki
- Allani
- Ea
- Hebat
- Kumarbi
- Kuszuh
- Nergal
- Szawuszka (Szauszka)
- Szimigi
- Teszub

## Wpływ Hurytów na inne cywilizacje
Huryci mają swój wkład w rozwój sztuki wojennej Bliskiego Wschodu. Przyczynili się bowiem do rozpowszechnienia na tym obszarze od XV wieku p.n.e. szybkiego rydwanu, w którym zastosowano koła ze szprychami. Duże znaczenie miała także hodowla i tresura koni, które Huryci udoskonalili.
Nie do przecenienia jest także wpływ huryckiej mitologii na późniejszą mitologię grecką. Pośrednikami byli tutaj Hetyci, którzy od zachodu graniczyli z Achajami. Przykładem takiego zapożyczenia jest mit o Kronosie (hurycki Kumarbi) i jego walce z młodszym pokoleniem bogów, reprezentowanym przez Zeusa (hurycki Teszub).

## Badania
Badania nad Hurytami zaczęto dość późno, bo dopiero w latach osiemdziesiątych XIX wieku. Przez długi czas nie zdawano sobie sprawy, że Huryci i Mitanni to nazwy ludu i państwa, odnoszące się do tej samej kultury.